# Joachim Böhm
Hans-Joachim Kurt Böhm (* 21. August 1949 in Mindelheim; † 29. Dezember 2002 in Hannover) war ein deutscher Forscher auf dem Gebiet der Molekularbiologie.

## Leben und Wirken
Nach seiner Schulzeit am Maristenkolleg in Mindelheim studierte Böhm an der Universität Konstanz und promovierte dort 1980 über „Acetylierung nukleosomaler Histone in vitro durch eine endogene Acetyltransferase“.
Seit 1986 forschte Böhm am Fraunhofer-Institut für Toxikologie und Experimentelle Medizin in Hannover an Interferon-Gamma. Dort erlangte er 1993 zusammen mit Otto Slodowski und Bernd Otto ein Patent für „Neues, rekombinantes Interferon Gamma mit erhöhter biologischer Aktivität“.
Böhm litt an der Bechterew-Krankheit, die ihn zunehmend beeinträchtigte. 1993 verschlimmerte sich seine Situation durch einen Sturz. Er war danach querschnittgelähmt, auf ständige Hilfe angewiesen und musste schließlich seine aktive Forschung beenden. 2002 starb er an den Folgen seiner Krankheit in Hannover und wurde in Mindelheim beerdigt.